# Belial

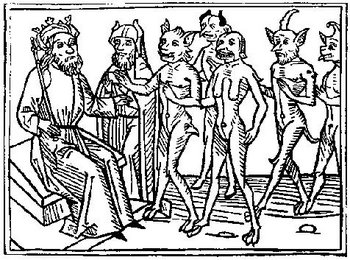
Träsnitt som framställer Belial och några av hans anhängare.

Belial (בְלִיַּעַל bĕli-yaal) eller Beliar (”ondska”, ”fördärv”) är en term som förekommer i Gamla Testamentet, exempelvis i Femte Moseboken 13:14 (”ondsinta män”). I svenska bibelöversättningar förekommer termen endast i Nya Testamentet, i Andra Korintierbrevet 6:15 (”Beliar”). I Qumranskrifterna framställs Belial som Guds fiende. Belial försöker locka människorna till avfall och bli fientliga mot Gud.
Onkelos arameiska översättning tolkar ordet som ungefär "laglöshet". Talmud Bavli (Sanhedrin 111b) delar upp ordet i "bli" (utan) "ol" (ok). Det tolkas alltså som syftande på människor utan moral. I betydligt senare mystiska skrifter har ordet kommit att symbolisera ondska. Det finns även exempel från katolsk exorcism där ordet står för en ond ande. Inom reformjudendomen försökte bibelforskare vid slutet av 1800-talet koppla ordet till den babyloniska gudinnan Belili. Inom traditionell, ortodox judendom saknar begreppet i dag betydelse.